# Charles Fourier
François Marie Charles Fourier (Besançon, 7 aprile 1772 – Parigi, 10 ottobre 1837) è stato un filosofo francese, che ispirò la fondazione della comunità socialista utopista chiamata La Reunion sorta presso l'attuale Dallas in Texas, oltre a diverse altre comunità negli Stati Uniti d'America (tra le quali ricordiamo Brook Farm, fondata nel 1841 vicino a Boston e sciolta a seguito di un incendio, nel 1849).

## Biografia
Le radici del suo pensiero, che si può definire progressista se non rivoluzionario, sono da ricercarsi nell'Illuminismo e in particolare in Jean-Jacques Rousseau, soprattutto nel considerare la parità tra uomo e donna e nel nuovo metodo pedagogico, che dovrebbe favorire lo sviluppo libero e creativo dei bambini tramite la scoperta dei loro istinti individuali. Fourier pensava che lo sviluppo dell'umanità attraversasse sette stadi differenti. Egli affermava che l'umanità si trovasse attualmente tra il quarto periodo (la barbarie) e il quinto (la civiltà). A questi periodi seguiranno, poi, il garantismo e l'armonia.
L'antropologia fourierista immagina che gli uomini siano guidati da 12 passioni:
- sensitive: vista, udito, tatto, gusto e odorato
- cardinali o affettive: onore, amicizia, amore e familismo
- distributive: cabalista (il gusto dell'intrigo), alternante o sfarfallante (il gusto per il cambiamento) e composita (la passione per l'esaltazione)

Il pensiero di Fourier affermava che attenzione e cooperazione erano i segreti del successo sociale, e che una società i cui membri cooperassero realmente avrebbe potuto vedere un immenso miglioramento della propria produttività. I lavoratori sarebbero stati ricompensati per la loro opera secondo il loro contributo, con un bonus per chi avesse scelto un lavoro negletto dai più, come la nettezza urbana. Queste comunità, da lui denominate falangi, sarebbero state basate su strutture di abitazioni comuni chiamate falansteri.

## Pensiero politico
Fourier critica fortemente la società borghese capitalista del tempo, che è fallita perché il libero mercato non ha portato quel benessere che aveva promesso: il mondo capitalista ha ampliato il divario tra pochi che hanno molto e molti che hanno poco. Il capitalismo ha disumanizzato la società esasperando la competizione individuale e reintroducendo la schiavitù (lavoro minorile, alienazione etc…).
Altro elemento negativo è la falsità dei prezzi: non li fa più il mondo del lavoro ma il mondo della finanza. La vita economica è falsificata in quanto il capitalismo bada esclusivamente alla finanza. Sul piano politico Fourier denuncia come il potere sia al servizio degli speculatori e le decisioni vengano imposte sulla pelle dei cittadini. Per avere un mondo diverso da quello a lui contemporaneo bisogna consentire all'individuo di recuperare i propri istinti e le proprie passioni.
L'uomo non deve avere una sola partner e le donne devono poter avere più uomini, anche le donne devono godere di una loro sessualità (cose che facevano passare Fourier per un pornografo).
In breve bisogna abbandonare sempre l'unidimensionalità.
Per Fourier la società si deve strutturare per singole attività produttive (le falangi), chi lavora nella comunità di produzione (la falange appunto) vive nel falansterio; tutte le 1800 persone che costituiscono la falange devono continuamente cambiare occupazione per evitare l'alienazione; sono previste anche libertà e comunità sessuale tra i membri della falange.
La famiglia monogamica viene superata e i bambini vengono allevati dall'intera comunità.
Questo metodo privo di alienazione avrebbe dovuto condurre ad un aumento della produzione.
Nel falansterio esistono comunque differenze sociali tra classi (povera, media, ricca), i poveri devono essere agevolati nell'acquisto di azioni del falansterio; le retribuzioni sono diseguali in quanto si articolano in dodicesimi: 5/12 per il lavoro compiuto, 4/12 per il capitale posseduto, 3/12 per il talento personale.
Il povero dovrebbe diventare lentamente più ricco perché avendo più capitale (come detto è agevolato nell'acquisto di azioni) vedrebbe aumentare l'introito legato al possesso di azioni del suo salario. Il falansterio permette di superare l'individualismo in quanto i suoi componenti sono tutti uguali e se progrediscono progredisce tutto il falansterio. La politica viene riassorbita dall'organizzazione del lavoro. L'organizzazione complessiva del falansterio porterà al mondo dell'armonia: una società felice di uomini liberi e uguali (non privati comunque di una differenziazione meritocratica). Tutto ciò non avverrà con metodi rivoluzionari ma per imitazione del modello proposto.
Fourier non si professava ateo. Al contrario, nel suo Il Mondo Industriale e Societario egli dà ampio spazio a spiegare come il suo sistema si accordi con i vangeli e con un piano escatologico.  Tuttavia,  il suo modello e alcune sue soluzioni, specie di natura amorosa, mal si accordano con le idee religiose del suo tempo.

## Eredità del suo pensiero
Le idee di Fourier trovarono numerosi seguaci: fra loro si può anche citare il patriota italiano Piero Maroncelli, che giunse a Parigi da Forlì nel 1832, dopo il fallimento dei moti del 1830-1831. Le soluzioni abitative socializzanti suggerite da Charles Fourier sono state riprese per inconsapevole adesione nell'urbanistica e architettura del quartiere Paolo VI di Taranto, destinato ad accogliere la manodopera delle acciaierie e delle raffinerie che hanno popolato l'antica città. Ad esaltare la forza pedagogica a vivere la vita della comunità, i falansteri tarantini sono stati isolati e separati da ampie zone di verde.
Le distanze tra i lotti (questa la denominazione sociologica dei falansteri di Taranto) erano superabili con facilità nel periodo del petrolio a basso costo senza la prospettiva reale e nella speranza di servizi pubblici di mobilità efficienti e a prezzo contenuto ed equo. Attualmente, la connessione tra gli abitati è diventata di impossibile gestione. Nell'ambito dei falansteri progettati per una società collettivistica, non è sorto uno spirito comunitario, sicché l'individuo vive ignorato dagli altri, e ignorandoli lui stesso.
Da segnalare anche la vicenda della colonia Cecilia, un esperimento di convivenza libertaria che si tenne nel Brasile di fine XIX secolo su iniziativa dell'anarchico pisano Giovanni Rossi, influenzato, tra gli altri, anche dalle letture dei testi utopistici di Fourier.
Secondo alcuni, sulla base delle sue teorie è stato costruito il vecchio borgo di Campomaggiore (PZ) perfettamente a scacchiera, con la chiesa e il palazzo baronale, uno di fronte all'altro ai lati della grande piazza, e con l'idea di programmare e attrezzare il borgo per ospitare un preciso numero di abitanti (circa 1600) in un sistema di convivenza utopistica. Questa versione sembra facilmente contraddetta dal fatto che Campomaggiore vecchia fu edificata prima che le teorie di Fourier venissero alla luce.

## Opere (selezione)
- Charles Fourier, Il nuovo mondo industriale e societario, (a cura di Maria Alberta Sarti), Rizzoli, Milano, 2005.
- Charles Fourier, Elenco analitico dei cornuti, Il nuovo Melangolo, 2005.
- Charles Fourier, Il mondo delle passioni combinate ovvero Vita del Falansterio (a cura di Ernesto Lama), Colombo, Roma 1947.
- Charles Fourier, Il nuovo mondo amoroso, Franco Maria Ricci, Parma 1971, 2 voll.
- Charles Fourier, Opere scelte di Carlo Fourier. Precedute da Le profezie di Fourier (a cura di Carlo Gide), prima traduzione italiana di Giovanni Pozzi, E. Perino, Roma 1894.
- Charles Fourier, Teoria dei quattro movimenti, Il nuovo mondo amoroso e altri scritti sul lavoro, l'educazione, l'architettura nella società d'Armonia. Scelta e introduzione di Italo Calvino; traduzione di Enrica Basevi, Einaudi, Torino 1971.
- Charles Fourier, La seduzione composta. Il fascino indiscreto dell'utopia, (a cura di P. Simone), Nuovi Equilibri, Viterbo, 2006.
- Charles Fourier, Il nuovo mondo amoroso, (a cura di P. Caruso), Es, Milano, 2009.

### Libri
- Valentina Giusti, Il nuovo mondo amoroso di Fourier, Prospettiva, 2008.
- (FR) Ch. Fourier, Œuvres complètes de Ch. Fourier, 6 tomes, Paris, Librairie Sociétaire, 1841-1848.

### Pubblicazioni
- (FR) Portrait : Charles Fourier (1772-1837), in La nouvelle lettre, n. 1070, marzo 2011,  p. 8. URL consultato il 13 maggio 2012 (archiviato dall'url originale il 25 ottobre 2012).